# (11480) Velikij Ustyug
(11480) Velikij Ustyug es un asteroide perteneciente al cinturón de asteroides, descubierto el 7 de septiembre de 1986 por la astrónoma soviética Liudmila Chernyj desde el Observatorio Astrofísico de Crimea.

## Designación y nombre
Designado provisionalmente como 1986 RW5. Fue nombrado Velikij Ustyug en homenaje a Veliki Ústiug, ciudad ubicada al norte de Rusia europea.